# Tyska bokhandelns fredspris
Tyska bokhandelns fredspris (tyska: Friedenspreis des Deutschen Buchhandels) är ett tyskt, internationellt, fredspris. Det delas ut årligen i samband med Bokmässan i Frankfurt  av Börsenverein des Deutschen Buchhandels sedan dess instiftande 1950. Priset delas ut i Paulskirche i närvaro av Tysklands förbundspresident, och består av 25 000 euro. 

## Prismottagare
- 1950 – Max Tau
- 1951 – Albert Schweitzer
- 1952 – Romano Guardini
- 1953 – Martin Buber
- 1954 – Carl Jacob Burckhardt
- 1955 – Hermann Hesse
- 1956 – Reinhold Schneider
- 1957 – Thornton Wilder
- 1958 – Karl Jaspers
- 1959 – Theodor Heuss
- 1960 – Victor Gollancz
- 1961 – Sarvepalli Radhakrishnan
- 1962 – Paul Tillich

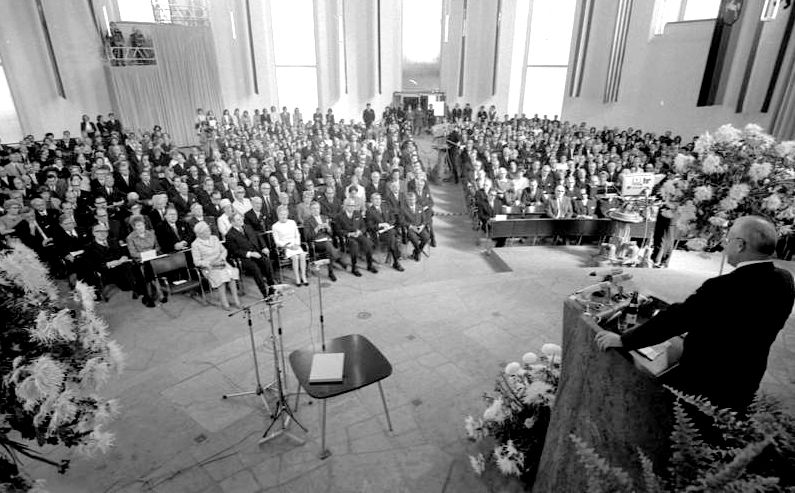
Prisceremoni 1970

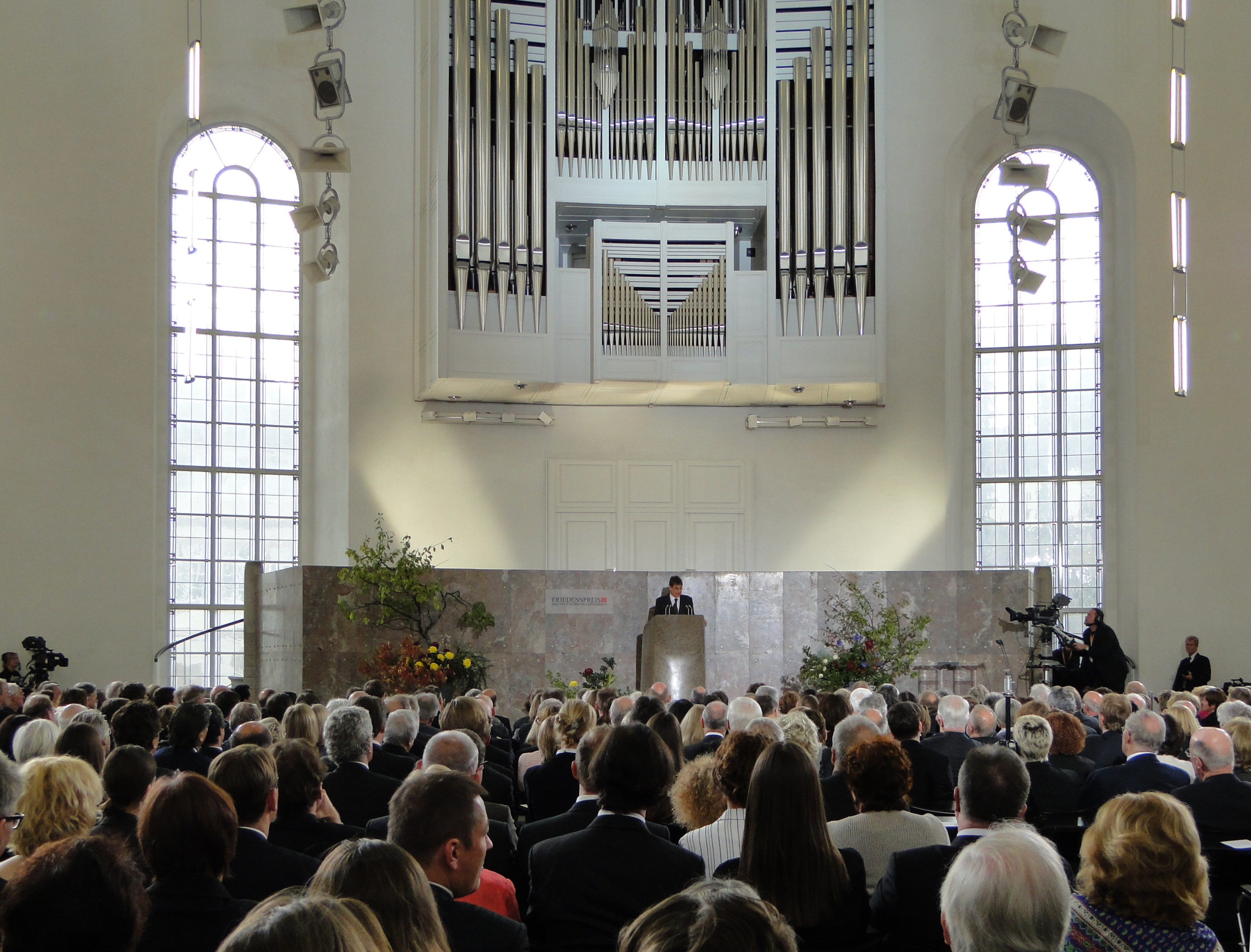
Prisceremoni 2009

- 1963 – Carl Friedrich von Weizsäcker
- 1964 – Gabriel Marcel
- 1965 – Nelly Sachs
- 1966 – Augustin Bea och W.A. Visser 't Hooft
- 1967 – Ernst Bloch
- 1968 – Léopold Sédar Senghor
- 1969 – Alexander Mitscherlich
- 1970 – Alva Myrdal och Gunnar Myrdal
- 1971 – Marion Gräfin Dönhoff
- 1972 – Janusz Korczak (postumt)
- 1973 – Romklubben
- 1974 – Frère Roger
- 1975 – Alfred Grosser
- 1976 – Max Frisch
- 1977 – Leszek Kolakowski
- 1978 – Astrid Lindgren
- 1979 – Yehudi Menuhin
- 1980 – Ernesto Cardenal
- 1981 – Lev Kopelev
- 1982 – George F. Kennan
- 1983 – Manès Sperber
- 1984 – Octavio Paz
- 1985 – Teddy Kollek
- 1986 – Władysław Bartoszewski
- 1987 – Hans Jonas
- 1988 – Siegfried Lenz
- 1989 – Václav Havel
- 1990 – Karl Dedecius
- 1991 – György Konrád
- 1992 – Amos Oz
- 1993 – Friedrich Schorlemmer
- 1994 – Jorge Semprún
- 1995 – Annemarie Schimmel
- 1996 – Mario Vargas Llosa
- 1997 – Yaşar Kemal
- 1998 – Martin Walser
- 1999 – Fritz Stern
- 2000 – Assia Djebar
- 2001 – Jürgen Habermas
- 2002 – Chinua Achebe
- 2003 – Susan Sontag
- 2004 – Péter Esterházy
- 2005 – Orhan Pamuk
- 2006 – Wolf Lepenies
- 2007 – Saul Friedländer
- 2008 – Anselm Kiefer
- 2009 – Claudio Magris
- 2010 – David Grossman
- 2011 – Boualem Sansal
- 2012 – Liao Yiwu
- 2013 – Svetlana Aleksijevitj
- 2014 – Jaron Lanier
- 2015 – Navid Kermani
- 2016 – Carolin Emcke
- 2017 – Margaret Atwood
- 2018 – Aleida Assmann och Jan Assmann
- 2019 – Sebastião Salgado
- 2020 – Amartya Sen
- 2021 – Tsitsi Dangarembga
- 2022 – Serhij Zjadan
- 2023 – Salman Rushdie
- 2024 – Anne Applebaum